# Yatsuka (Okayama)
Yatsuka (八束村, Yatsuka-son) était un village situé dans le district de Maniwa, dans la préfecture d'Okayama, au Japon.
En 2003, le village comptait une population d'environ 2 946 personnes et une densité de 48,15 personnes par km2. La superficie totale était de 61,19 km2.

## Histoire
Le 31 mars 2005, Yatsuka, les bourgs de Hokubō (du district de Jobo), Katsuyama, Kuse, Ochiai et Yubara ainsi que les villages de Chūka, Kawakami et Mikamo (tous du district de Maniwa) ont fusionné pour créer la ville de Maniwa.